# Arius madagascariensis
Arius madagascariensis е вид лъчеперка от семейство Ariidae. Видът не е застрашен от изчезване.

## Разпространение и местообитание
Разпространен е в Мадагаскар, Мозамбик и Танзания.
Обитава сладководни и полусолени басейни, морета, крайбрежия и реки.

## Описание
На дължина достигат до 70 cm.